# Хуан Юн
Хуан Юн (кит. трад. 黄勇, упр. Huáng Yǒng; 18 ноября 1974 — 26 декабря 2003) — китайский серийный убийца.

## Биография
После службы в армии работал на подсобных работах. На заработанные средства приобрел машину для производства лапши, внёс конструктивные изменения, создав гигантскую мясорубку.

## Убийства
В сентябре 2001 года в интернет-кафе и залах игровых автоматов Хуан начал приглашать молодых людей к себе домой, предлагая им помощь в нахождении для них хорошо оплачиваемых рабочих мест или финансирования их образования или экскурсий. У себя дома Юн давал им наркотики, душил верёвкой, после чего насиловал. В ноябре 2003 года в местную полицию обратился 16-летний мальчик по имени Чжан Лян. По его словам, Юн пригласил его к себе на квартиру, предложив ему работу. Как только они пришли туда, Юн попытался задушить его, в результате чего Чжан Лян трижды терял сознание. После, когда мальчик пришёл в себя, Юн сказал ему: «Я убил 25 человек. Ты номер 26», но Ляну удалось сбежать. Юн был арестован. Он был осуждён за 17 убийств (хотя проверялась версия о 25). 9 декабря 2003 года приговорён к смертной казни. В качестве мотива своих преступлений Юн привёл фразу: «С детства я всегда мечтал стать киллером, но для этого мне не предоставлялась возможность». 26 декабря 2003 года Хуан Юн был расстрелян.

## Метод
Знакомился с юношами, заманивал домой, накачивал наркотиками, связывал, затем душил. От тела избавлялся с помощью мясорубки, на память брал ремни.